# Ширяев, Василий Степанович
Васи́лий Степа́нович Ширя́ев (1871 — ?) — крестьянин, депутат Государственной думы II созыва от Вологодской губернии.

## Биография

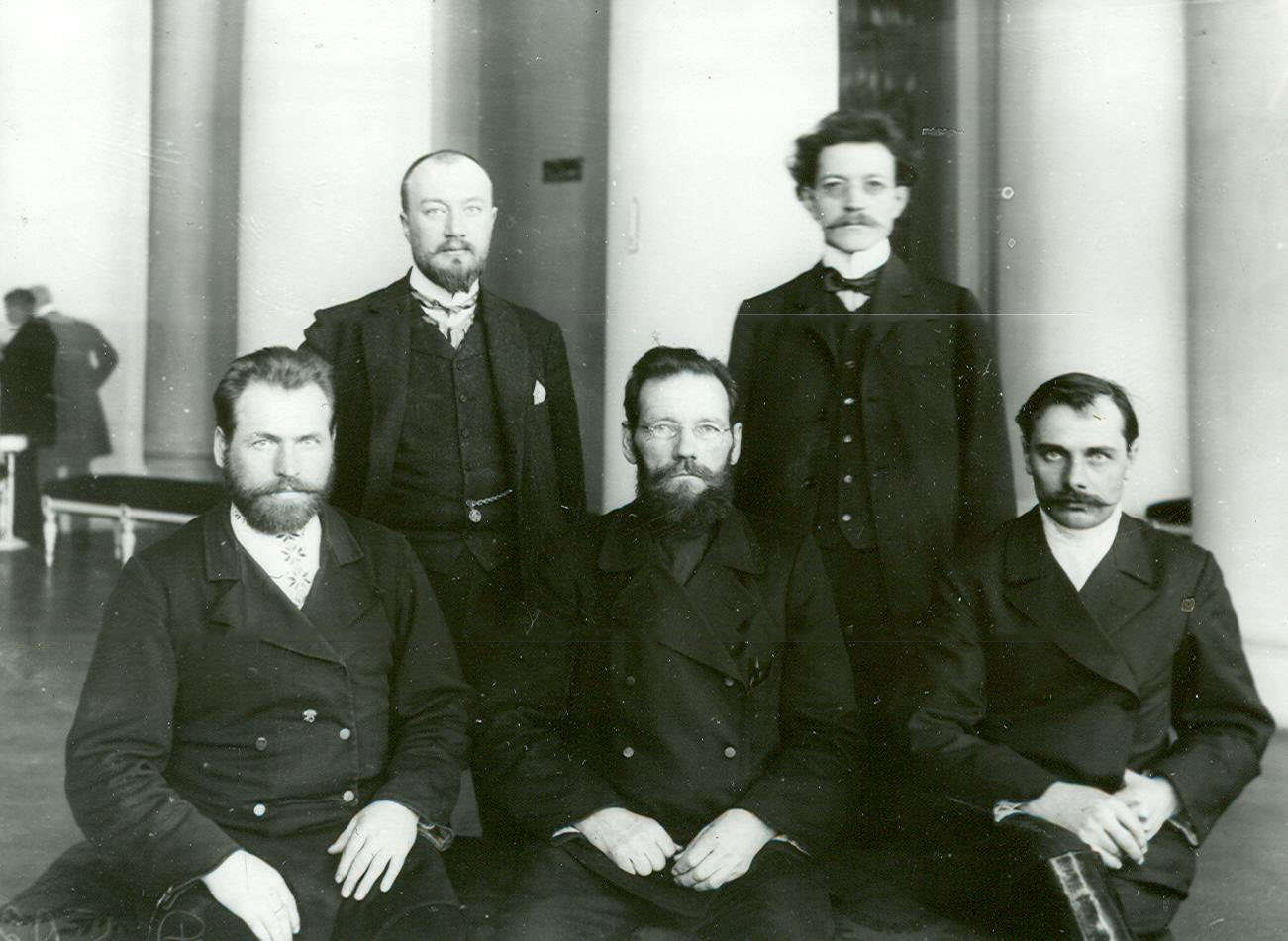
Члены государственной Думы Второго созыва от Вологодской губернии, стоят (слева направо) — кадет Н. М. Волоцкой, трудовик П. Д. Щипин, сидят (слева направо) — крестьяне Н. Н. Малафиевский, Е. И. Шаманин и В. С. Ширяев, разделявшие взгляды трудовиков.

Крестьянин из деревни Ширяево Езекиевской волости Никольского уезда Вологодской губернии. Имел лишь начальное образование. Служил волостным старшиной. Занимался земледелием на 45 десятинах надельной земли. В момент выборов в Думу оставался беспартийным.
6 февраля 1907 года избран в Государственную думу II созыва от съезда уполномоченных от волостей Вологодской губернии. Вошёл в состав Трудовой группы и фракцию Крестьянского союза. Однако 19 мая 1907 года, сделав заявление[какое?], вышел из фракции.
Дальнейшая судьба и дата смерти неизвестны.

### Архивы
- Российский государственный исторический архив. Фонд 1278. Опись 1 (2-й созыв). Дело 499; Дело 597. Лист 10.